# Исламска декларација
Исламска декларација је политички есеј и манифест Алије Изетбеговића написан 1970, а објављен 1990. године у Сарајеву. Дело представља Изетбеговићево виђење ислама и модернизације. Поднаслов књиге је „Један програм исламизације муслимана и муслиманских народа“.
Изетбеговић је идеолог панисламизма, који је приступио организацији „Млади муслимани“ између 1941. и 1947. године, пре него што га комунистички режим није илегализовао. Ова књига је касније коришћена против њега и других панисламиста на суђењу 1983. године, када је осуђен на 13 година затворске казне за „напад на социјализам“, и „жељу да се гради Исламска држава у Босни“. Казна је касније редукована, а Изетбеговић је 1988. године пуштен на слободу.
Књига је преведена на арапски и у Кувајту је продана у 100.000 примерака.

## Нема модернизације без корена у Курану
Исламска декларација даје општа гледишта на односе ислама и политике, покушавајући да мири западни тип напретка исламске традиције, и у којој је исламска Босна и Херцеговина не помиње. Главна идеја је да Куран дозвољава модернизацију, али постоје ограничења. За Изетбеговића је пример Турске и Кемала Ататурка негативан јер се губе исламски корени, заустављајући економску стагнацију, а Јапан позитиван јер је култура компатибилна са модернизацијом и економским растом.
| „ | Турска као исламска земља владала је свијетом. Турска као европски плагијат представља трећеразредну земљу, каквих има стотина на свијету. | ” |

## Исламски поредак, друштво и систем
Основне идеје књиге своде се на то да су модерна друштва, настала у западној Европи, на основама хришћанске вере и културе и да такве не одговарају људима исламске вере. Међутим, за разлику од савремених друштава и система, насталих најпре у западној Европи, где је јасно извршена секуларизација између државних и верских институција, књига „Исламска декларација“ не види могућност да се створи друштво, у коме преовладавају људи муслиманске вере, а да може функционисати са дистинкцијом између државних и верских институција. Тако да, као супротност једном модерном поретку једне државе, у књизи се дефинише „исламски поредак“; као супротност данашњим друштвима дефинише се „исламско друштво“ а државном систему „исламски систем“. 
Исламски поредак је дефинисан као „јединство вјере и закона, одгоја и силе, идеала и интереса, духовне заједнице и државе, добровољности и присиле“. 
Ослонци исламског поретка је исламска власт и исламско друштво. „Исламско друштво без исламске власти је недовршено и немоћно; исламска власт без исламског друштва је утопија или насиље." При чему је ислам више од религије, он је „интегрални начин живота“.
Муслиманско друштво је дефинисано као „заједница састављена од муслимана“.
А за дефинисање исламског система каже: „Ниједан систем није нити исламски нити неисламски. Он је само по људима који га чине."
Однос између „исламске вере“ и „неисламских институција": „Нема мира ни коегзистенције између исламске вјере и неисламских институција." 
Пут до исламског поретка води преко исламског препорода: „исламски препород не може започети без вјерске, али се не може успјешно наставити и довршити без политичке револуције."

## Панисламизам
За разлику од данашњих друштава насталих на идејама једне нације и национализмом као продуктом који ствара националну државу, исламско друштво не могу да стварају идеје нације и национализма. Исламски одговор на национализам је панисламизам. 
| „ | Панисламизам је увијек извирао из самог срца муслиманских народа, национализам је био увијек увозна роба. | ” |

Национализам је антиисламски покрет: „У муслиманско свијету без ислама нема ни патриотизма“.
По Изетбеговићу ислам је идеологија муслиманске заједнице, а панисламизам њена политика: „Ислам садржи принцип умета, тј. тежњу за уједињењем свих муслимана у јединствену заједницу -вјерску, културну и политичку“.
Циљ муслимана и муслиманских заједница треба да буде „панисламизам“ тј. наднационална заједница која окупља муслиманске заједнице. 
| „ | У данашњим приликама ова тежња (тежња за окупљање свих муслимана и свих муслиманских заједница) значи борбу за стварање велике исламске федерације од Марока до Индонезије, од тропске Африке до централне Азије. | ” |

## Однос према „Исламској декларацији“
Настанак овакве књиге и избор његовог писца за главног представника једног народа у мултинационалној држави као што је Босна и Херцеговина изазвале су страхове немуслимана у БиХ који су на Исламску декларацију гледали као на јасан политички програм који жели да створи исламска земљу. 
Према генералу Манојловићу:
| „ | Ради се о тексту који представља политички програм, а његова порука, смисао и садржај изражавају намјеру да се у Босни и Херцеговини створи исламска држава, што је изазвало вјерски, етнички и грађански рат у БиХ, са већ познатим, али и непознатим по народе у БиХ. У замишљеној исламској држави има мјеста само за једну „чисту“ исламску вјеру, а друге двије (православље и католицизам) су само „неисламске мањине“. | ” |